# Championnats d'Europe de karaté juniors et cadets 2014
Les championnats d'Europe de karaté juniors et cadets 2014 ont lieu en février 2014 à Lisbonne, au Portugal. Il s'agit de la 41e édition des championnats d'Europe de karaté juniors et cadets.

## Résultats

### Cadets

#### Kata
| Rang | Pays               | Karatéka              |
| ---- | ------------------ | --------------------- |
| 1    | Espagne            | PEREDA-ELORDUY Xabier |
| 2    | Turquie            | GOKTAS Emre-Vefa      |
| 3    | France             | PONS Théo             |
| 3    | Italie             | PANGIA Giuseppe       |
| 5    | République Tchèque | TAMBORLANI Matteo     |
| 5    | Allemagne          | TELLOCKE Morris       |
| 7    | Slovaquie          | HAVLICEK Daniel       |
| 7    | Belgique           | ROSIELLO Jess         |

| Rang | Pays                    | Karatéka               |
| ---- | ----------------------- | ---------------------- |
| 1    | Slovaquie               | BRAZDOVA Ema           |
| 2    | Espagne                 | ROY-RUBIO Raquel       |
| 3    | Italie                  | PIVI Lisa              |
| 3    | Slovénie                | SIMONIC Masa           |
| 5    | République de Macédoine | DIMOSKA Marijana       |
| 5    | Allemagne               | RICHTER Marie-Josefine |
| 7    | Turquie                 | ISITIR Hande           |
| 7    | Bélarus                 | KORSHUN Yuliya         |

#### Kumite

##### Kumitemasculin
| Rang | Pays      | Karatéka          |
| ---- | --------- | ----------------- |
| 1    | Russie    | PUSHKIN Igor      |
| 2    | Écosse    | COULTER James     |
| 3    | France    | HEINZ Gaëtan      |
| 3    | Turquie   | YILDIZ Mustafa    |
| 5    | Slovaquie | IMRICH Dominik    |
| 5    | Grèce     | KOUMERTAS Stavros |
| 7    | Portugal  | BARBOSA Fabio     |
| 7    | Serbie    | JEVTIC Stefan     |

| Rang | Pays               | Karatéka             |
| ---- | ------------------ | -------------------- |
| 1    | Italie             | PINTO Francesco      |
| 2    | Russie             | GUTNIK Alexandr      |
| 3    | Angleterre         | THORPE Mitchell      |
| 3    | Hongrie            | KOVACS Levente       |
| 5    | Turquie            | KACAR Oguzhan-Furkan |
| 5    | Estonie            | RODIONOV Daniel      |
| 7    | République Tchèque | JIRKA Jakub          |
| 7    | Pologne            | VOGT Filip           |

| Rang | Pays               | Karatéka            |
| ---- | ------------------ | ------------------- |
| 1    | Danemark           | KJAERSGAARD Mike    |
| 2    | Ukraine            | GIENOV Mykola       |
| 3    | Russie             | SAVCHUK Daniil      |
| 3    | Monténégro         | HODZIC Mario        |
| 5    | Bosnie-Herzégovine | BRKIC Marin         |
| 5    | France             | FILALI Mehdi        |
| 7    | Portugal           | FREITAS Bruno       |
| 7    | Espagne            | PEREZ-ANTUNEZ Mario |

| Rang | Pays               | Karatéka             |
| ---- | ------------------ | -------------------- |
| 1    | Allemagne          | BAUER Maximilian     |
| 2    | Danemark           | FRIIS-PEDERSEN Jonas |
| 3    | Turquie            | SEN Fatih            |
| 3    | Serbie             | DJORDJE Salapura     |
| 5    | France             | LEDEVIN Alexandre    |
| 5    | Israël             | ROGOZARSKI Mateja    |
| 7    | Bosnie-Herzégovine | MAHMUTOVIC Aldin     |
| 7    | Finlande           | NURMI Lalli          |

| Rang | Pays      | Karatéka          |
| ---- | --------- | ----------------- |
| 1    | Serbie    | TALIC Marko       |
| 2    | Russie    | SACHKOV Maksim    |
| 3    | Danemark  | DIAZ Jacob        |
| 3    | Ukraine   | TOROSHANKO Andriy |
| 5    | France    | TIENNOT Joachim   |
| 5    | Allemagne | SCHWERDT Valentin |
| 7    | Croatie   | MARTIC Karlo      |
| 7    | Portugal  | FERRAO Bruno      |

##### Kumiteféminin
| Rang | Pays        | Karatéka             |
| ---- | ----------- | -------------------- |
| 1    | Slovaquie   | VIDOVA Rebeka        |
| 2    | Croatie     | GRDENIC Ines         |
| 3    | Turquie     | TURGUT Miray         |
| 3    | Espagne     | EPSINOSA-LOPEZ Maria |
| 5    | Allemagne   | QUECK Michaela       |
| 5    | Écosse      | LOGAN Claire         |
| 7    | Portugal    | SILVA Teresa         |
| 7    | Azerbaïdjan | HASANOVA Shola       |

| Rang | Pays       | Karatéka               |
| ---- | ---------- | ---------------------- |
| 1    | Hongrie    | BOUSSEBAA Aicha-Zakia  |
| 2    | Slovaquie  | KOZMOVA Mirama         |
| 3    | Allemagne  | ROEHL Josephine        |
| 3    | Angleterre | HARDCASTLE Francesca   |
| 5    | Géorgie    | TURMANIDZE Tamari      |
| 5    | Russie     | LAZAREVA Elizaveta     |
| 7    | Italie     | MANGIACAPRA Alessandra |
| 7    | Suède      | NILSSON Anna-Johanna   |

| Rang | Pays               | Karatéka              |
| ---- | ------------------ | --------------------- |
| 1    | France             | Léa Avazeri           |
| 2    | Hongrie            | CZAGANY Dora          |
| 3    | Suisse             | Nina Radjenovic       |
| 3    | Croatie            | BARAC Marina          |
| 5    | Allemagne          | SCHROETER Madeleine   |
| 5    | Espagne            | ROMERO-VAZQUEZ Andrea |
| 7    | Italie             | CALA Martina          |
| 7    | République Tchèque | BUKACKOVA Barbora     |

### Juniors

#### Épreuves individuelles

##### Kata
| Rang | Pays                    | Karatéka           |
| ---- | ----------------------- | ------------------ |
| 1    | Espagne                 | GALAN-LOPEZ Sergio |
| 2    | Italie                  | STEA Samuel        |
| 3    | France                  | NGOAN Kewin        |
| 3    | Hongrie                 | KOCH Szablocs      |
| 5    | Serbie                  | SIMIC Jovan        |
| 5    | République de Macédoine | ISIC Ferri         |
| 7    | Slovénie                | DAJCMAN Tadej      |
| 7    | Autriche                | STRUGER Jan-Luca   |

| Rang | Pays       | Karatéka               |
| ---- | ---------- | ---------------------- |
| 1    | Italie     | D-ONOFRIO Terryana     |
| 2    | Bélarus    | FURSAVA Maryia         |
| 3    | Turquie    | ATAK Deniz             |
| 3    | Russie     | RUMIANTCEVA Anastasia  |
| 5    | Allemagne  | GRAF Sophia            |
| 5    | Portugal   | MORGADO Rita           |
| 7    | Angleterre | PAYNE Natalie          |
| 7    | Espagne    | RODRIGUEZ-ENCABO Lidia |

##### Kumite

###### Kumitemasculin
| Rang | Pays        | Karatéka              |
| ---- | ----------- | --------------------- |
| 1    | Turquie     | Eray Şamdan           |
| 2    | Azerbaïdjan | GURBANOV Ulvi         |
| 3    | Hongrie     | ARDAI Balint          |
| 3    | Italie      | BISACCIA Luigi        |
| 5    | Slovénie    | HRIBOVSEK Blaz        |
| 5    | Danemark    | PEDERSEN Andreas      |
| 7    | Irlande     | BARRETT Jack          |
| 7    | Espagne     | MEDINA-CISNEROS Angel |

| Rang | Pays                    | Karatéka              |
| ---- | ----------------------- | --------------------- |
| 1    | Danemark                | NOERSKOV-JENSEN Chris |
| 2    | Croatie                 | BERAK Boran           |
| 3    | Azerbaïdjan             | ALIYEV Huseyn         |
| 3    | République de Macédoine | STOJMENOV Martin      |
| 5    | Suisse                  | DELETROZ Gaetan       |
| 5    | Luxembourg              | BIBERICH Philippe     |
| 7    | Hongrie                 | KRONSTEIN Balint      |
| 7    | Bosnie-Herzégovine      | SABIC Dzejlan         |

| Rang | Pays      | Karatéka         |
| ---- | --------- | ---------------- |
| 1    | France    | DACOSTA Steven   |
| 2    | Allemagne | BEHRENDT Felix   |
| 3    | Hongrie   | HARSPATAKI Gabor |
| 3    | Portugal  | PINA Rodrigo     |
| 5    | Grèce     | DRIVAS Nikolaos  |
| 5    | Géorgie   | CHKHAIDZE Nika   |
| 7    | Estonie   | ARTAMONOV Pavel  |
| 7    | Italie    | D-AGUI Luca      |

| Rang | Pays               | Karatéka                 |
| ---- | ------------------ | ------------------------ |
| 1    | Espagne            | MOLINA-ARENCON Alejandro |
| 2    | Turquie            | UYGUR Sabir-Ahmet        |
| 3    | Hongrie            | GYORGY Daniel            |
| 3    | Italie             | MARTINA Michele          |
| 5    | Grèce              | MOUTAFTSIS Ilias         |
| 5    | Bélarus            | KURHAN Aliaksander       |
| 7    | Allemagne          | TEPEL Phillipp           |
| 7    | Bosnie-Herzégovine | BRKIC Veselko            |

| Rang | Pays               | Karatéka                |
| ---- | ------------------ | ----------------------- |
| 1    | Bosnie-Herzégovine | CONGO Anes              |
| 2    | Russie             | KOLIKOV Alexander       |
| 3    | Italie             | MARINO Simone           |
| 3    | Espagne            | MARTINEZ-VELILLA Marcos |
| 5    | France             | KLOUZ Ilyes             |
| 5    | Allemagne          | TERENGIN Wladimir       |
| 7    | Turquie            | YAMANOGLU Alparslan     |
| 7    | Hongrie            | FOLDESI Csaba           |

###### Kumiteféminin
| Rang | Pays      | Karatéka                |
| ---- | --------- | ----------------------- |
| 1    | Allemagne | HUBRICH Shara-Wynnidean |
| 2    | Grèce     | XYLIKIOTI Glykeria      |
| 3    | Croatie   | BERULEC Monika          |
| 3    | Hongrie   | PALKOVITS Nikolett      |
| 5    | Slovaquie | MACEJKOVA Ina           |
| 5    | Suisse    | WABER Francine          |
| 7    | Slovénie  | PUSCENIK Lara           |
| 7    | Portugal  | TUNES Ines              |

| Rang | Pays               | Karatéka              |
| ---- | ------------------ | --------------------- |
| 1    | France             | BRITO Andréa          |
| 2    | Ukraine            | MIASTKOVSKA Anastasia |
| 3    | Danemark           | RUPRECHT Johanna      |
| 3    | Hongrie            | NOGRADI Nicol         |
| 5    | Russie             | KALINOVA Daria        |
| 5    | République Tchèque | HALODOVA Veronika     |
| 7    | Croatie            | PENDIC Ljiljana       |
| 7    | Serbie             | DUKIC Vera            |

| Rang | Pays               | Karatéka          |
| ---- | ------------------ | ----------------- |
| 1    | Ukraine            | ZARET SKA Iryna   |
| 2    | Slovénie           | FLORJANCIC Kati   |
| 3    | Italie             | RICCARDI Federica |
| 3    | Suisse             | FRANZOSI Marion   |
| 5    | Danemark           | ROTHMAN Daniella  |
| 5    | Bosnie-Herzégovine | TADIC Delfina     |
| 7    | France             | BELAL Kheira      |
| 7    | Angleterre         | EPPLEBY Emily     |

| Rang | Pays               | Karatéka         |
| ---- | ------------------ | ---------------- |
| 1    | Italie             | SEMERARO Silvia  |
| 2    | France             | GARCIA Nancy     |
| 3    | Croatie            | ZORIC Maja       |
| 3    | Bosnie-Herzégovine | BEKTAS Mirnesa   |
| 5    | Finlande           | SALONEN Joanna   |
| 5    | Danemark           | PEDERSEN Katrine |
| 7    | Azerbaïdjan        | ALIYEVA Farida   |
| 7    | Turquie            | TEKE Cigdem      |

#### Épreuves par équipes

##### KataCadet-Junior
| Rang | Pays      |
| ---- | --------- |
| 1    | Italie    |
| 2    | Turquie   |
| 3    | Slovaquie |
| 3    | Espagne   |
| 5    | Croatie   |
| 5    | Allemagne |
| 7    | Portugal  |
|      |           |

| Rang | Pays                    |
| ---- | ----------------------- |
| 1    | Italie                  |
| 2    | Turquie                 |
| 3    | République de Macédoine |
| 3    | France                  |
| 5    | Allemagne               |
| 5    | Angleterre              |
| 7    | Ukraine                 |
|      |                         |